# Metropolitan Railway

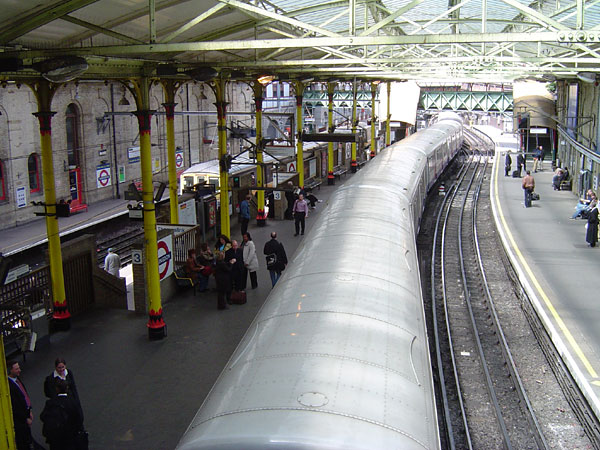
Farringdon station i London är delad mellan tunnelbanan, i förgrunden, och Thameslinks pendeltåg i bakgrunden.

Metropolitan Railway var en stadsbana som började byggas i London 1860. Den första sträckan stod klar 1863 mellan Paddington och Victoria Street, idag Farringdons Streets tunnelbanestation. Metropolitan Railway räknas ofta som världens äldsta tunnelbana. 

## Planering och byggande
Initiativet togs av Charles Pearson, stadsadvokat för City of London, som föreslog någon form av spårbunden trafik i centrala London, främst för att förena alla Londons järnvägsstationer och på så sätt minska trängseln på gatorna. Framför allt försökte han bearbeta Great Northern Railway, vars Londonstation var King's Cross. Även Great Western Railway med Paddington som huvudstation var intresserad, och tunnelbanan lades därför inledningsvis ut med ett trerälssystem med dubbel spårvidd (standard på 1435 mm och Great Westerns bredspår på 7' 1/4" / 2140 mm).
Den byggdes, bland annat av juridiska skäl (man var osäker på hur långt ner en tomtägares äganderätt nådde) men givetvis också av praktiska orsaker, längs existerande gator med hjälp av öppet schakt. Driften skedde med ånglok. Initialt gjorde man försök med en ny typ av kondenserande, eldstadsfria ånglok, föreslagna av John Fowler, en ingenjör och ångloksspecialist. Dessa hade i stället för eldstad ett magasin med tegelstenar, som hettades upp till glödging vid en fast anläggning utanför tunnelsystemet. Försöken med dessa misslyckades dock, loktypen visade sig ha en tendens till överhettning av ångpannan, och man övergick därför till en mera traditionell ånglokstyp med en kondenseringstank mellan de utanpåliggande cylindrarna.

## Tidig historia

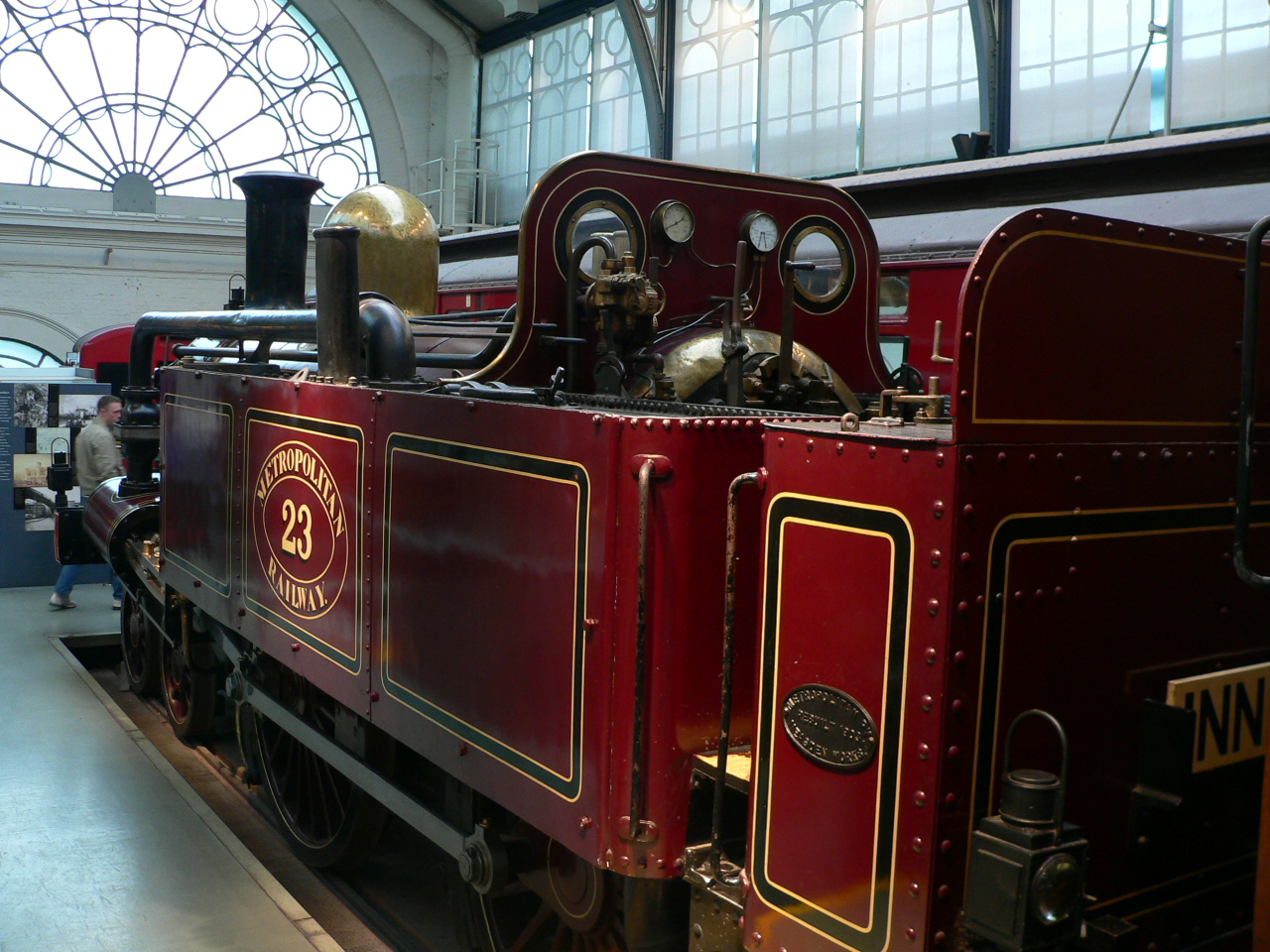
Metropoltian Railways ånglok nummer 23, enda bevarade exemplaret av loken enligt Fowlers design som valdes efter schismen med Great Western.

Ledningen för Metropolitan ville emellertid utöka banan till ett regelrätt transportsystem, medan Great Western främst såg den som en förbindelselänk. Redan under öppningsåret drog sig därför de senare ur samarbetet, och bredspåren revs snart upp. Den ursprungliga biavsikten att tunnelbanan skulle kunna tjäna som en förbindelselänk mellan de båda järnvägsföretagens stationer gick därför också förlorad.
Great Westerns tillbakadragande medförde till att börja med stora problem för Metropolitan Railway. Eftersom Great Western dittills hade stått för den rullande materielen, fick man först nöja sig med ihoprafsad materiel från Great Northern, framförd av personal utan erfarenhet vid lok- och vagntyperna. Så småningom fick man emellertid egna lok, även dessa designade av John Fowler. De hade emellertid konventionell eldstad och eldades först med koks, senare med antracit, som ansågs ge en renare rök. Man hade emellertid stora problem med ventilationen, och ventilschakt måste borras från tunnlarna upp till gatunivå. Man installerade också en fläkt vid Great Portland Street-stationen.

## Situationen idag
Metropolitan Railway är idag en del av Londons tunnelbana, som Metropolitan Line, Hammersmith & City Line och norra delen av Circle Line. Den yttersta sträckan mellan Amersham och Aylesbury har överförts till järnvägsnätet.